# Vilajet

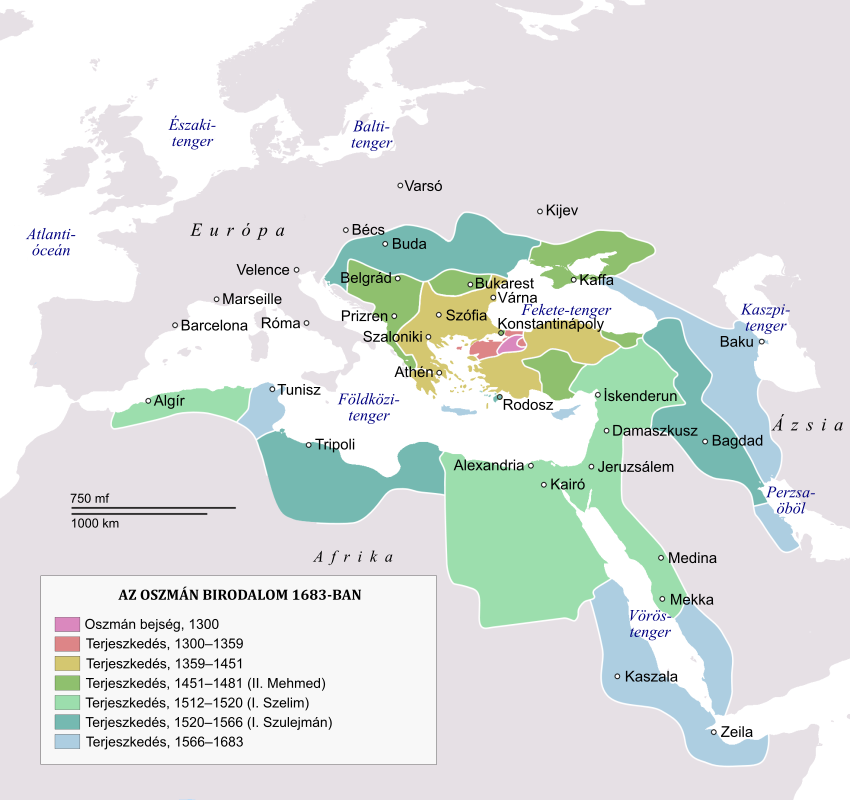
Az Oszmán Birodalom hódolt területei, és hódoltatásuk ideje (1300-1683)

A vilajet (vilájet, ejálet, beglerbégség) az Oszmán Birodalom nagyobb területi egységeinek, tartományainak megnevezése a 16. századtól az első világháború végéig, a birodalom széthullásáig. Polgári és katonai vezetője a bejler-bej vagy beglerbég. A pasalik kifejezés alatt az olyan vilajetet értették, amelynek élén nem bejler-bej, hanem pasa állt. A meghódított európai területeken jellemzően pasa által irányított közigazgatási körzeteket szervezett a birodalom, ilyenek voltak például a Budai, az Egri, a Temesvári, a Belgrádi, a Szkutari vagy a Janinai vilajetek. A vilajet több különálló közigazgatási egységre oszlott, ezek voltak a szandzsákok, élükön a bégekkel. A legalsó szinten a törvénykezési járás (kaza) és a községek (nahije) álltak papi-jogi irányításnak alávetve. Emellett a keresztény községeknek saját önkormányzataik és bíróságaik voltak.
Az Oszmán Birodalom fennállásának első időszakában nem volt tartományi felosztás, a szultán hatalma erősen központosított volt. A városokban tovább élt a birodalom előtti időkből származó helyi kormányzat. Az első tartományi felosztás I. Szulejmán szultán uralkodása idején (1520–1566) történt. A tartományokat ejalet vagy vilajet néven ismerték. (Ejalet a mai Törökországban a szövetségi tartomány neve, vilajet vagy il pedig a tartományé.)  Eleinte csak két nagy tartomány létezett: Rumélia az Oszmán Birodalom európai része, illetve Anatólia vagyis Kis-Ázsia. I. Szulejmán idejében hat tartomány létezett, 1600 körül már 51, 1671-ben pedig 43. Ez a szám 1854-ben már 35-re csökkent, majd az 1867-es, illetve az 1876-os reformok után 28 vilajet maradt.
A rendes tartományok mellett adófizetésre kötelezett országok is voltak:
- Krími Tatár Kánság
- Havasalföld
- Moldva
- Erdélyi Fejedelemség

A török megszállás alatt álló magyar területen hat vilajet volt. Sorrendben: Buda (1541), Temesvár (1552), Eger (1596), Kanizsa (1600), Várad (1660), Érsekújvár (1663).
A legjelentősebb és a legnagyobb területű a Budai vilajet volt.
Jelenleg 81 török tartomány van; ezek többnyire a tartományi székhely nevét viselik.

## Közigazgatás manapság
Más országokban is vilajet a neve a tartományoknak:
- Afganisztán
- Algéria
- Malajzia
- Marokkó
- Omán
- Üzbegisztán
- Szudán
- Tádzsikisztán
- Türkmenisztán